# Серебристые морские лещи
Серебристые морские лещи (лат. Pterycombus) — род лучепёрых рыб из семейства морских лещей.

## Описание
Тело высокое, сильно сжатое с боков, характеризуется яйцевидным профилем. Глаза очень крупные, занимают примерно половину от общей длины головы. Нижняя челюсть выдается вперед. Спинной плавник начинается на затылке, над задним краем орбиты. Сошник и нёбные кости без зубов. Предкрышечная кость зазубренная у молоди и гладкая у взрослых рыб. Чешуя циклоидная. Ряды из чешуек в основании спинного плавника и вдоль основания анального плавника образуют футляр, в который погружаются эти плавники. Лучи плавников не покрыты чешуей. Спинной плавник начинается на затылке, плавник гораздо ниже, чем тело. Анальный плавник идет от основания грудных плавников. Брюшные плавники располагаются на грудиr.

## Классификация
- Pterycombus brama Fries, 1837 — Атлантический серебристый морской лещ
- Pterycombus petersii (Hilgendorf, 1878) — Индо-тихоокеанский серебристый морской лещ, или серебристый морской лещ Петерса

У Pterycombus petersi, в отличие от Pterycombus brama, спинной и анальный плавники выше тела, а анальный плавник начинается позади основания грудных плавников.